# ایمی فولر
ایمی فولر (انگلیسی: Amy Fuller؛ ۳۰ مهٔ ۱۹۶۸ – ۱۱ مارس ۲۰۲۳) ورزشکار روئینگ اهل ایالات متحده آمریکا بود.
وی در مسابقات کشوری و بین‌المللی در مجموع برندهٔ ۱ مدال طلا و ۷ مدال نقره شده‌است.